# Erik Bruhn
Pour les articles homonymes, voir Bruhn.
Erik Belton Evers Bruhn, né le 3 octobre 1928 à Copenhague et mort le 1er avril 1986 à Toronto est un danseur, chorégraphe, acteur et écrivain danois.

## Biographie
Erik Bruhn entre à l'âge de neuf ans au Ballet royal danois, et fait ses débuts dans le ballet Thorvaldsen de Harald Lander en 1946. Il est également élève de Vera Volkova. En 1949, il rejoint l'American Ballet Theatre de New York, avec lequel il se produira régulièrement sur les neuf années suivantes.
En 1952, il joue dans le film Hans Christian Andersen et la Danseuse de Charles Vidor, où il danse avec Zizi Jeanmaire. En 1955, dans le ballet Giselle avec Alicia Markova à New York, il fait sensation auprès des critiques. Il quitte le Ballet danois en 1961. La même année, il rencontre Rudolf Noureev avec qui il entretiendra une relation amoureuse qui ne cessera qu'à sa mort. Il coécrit avec Lilian Moore un livre sur Auguste Bournonville et sa technique de ballet.
Il devient le directeur du Ballet royal suédois de 1967 à 1971, et le directeur du Ballet national du Canada de 1983 à 1986.
Erik Bruhn meurt à Toronto le 1er avril 1986 à l'âge de 57 ans. Sa mort est alors attribuée à un cancer du poumon. Néanmoins, selon Pierre-Henri Verlhac, Erik Bruhn serait mort du sida.